# Campionati del mondo di atletica leggera indoor 2010 - 400 metri piani femminili
I 400 m femminili si sono tenuti il 12 ed il 13 marzo 2010.

## Risultati

### Batteria
I primi 2 di ogni batteria e i 4 migliori tempi vanno in semifinali.
| Pos | Batterie | Nome                     | Nazione             | Tempo   | Note      |
| --- | -------- | ------------------------ | ------------------- | ------- | --------- |
| 1   | 1        | Debbie Dunn              | Stati Uniti         | 52.24   | Q         |
| 2   | 1        | Christine Amertil        | Bahamas             | 52.50   | Q         |
| 3   | 4        | Tatyana Firova           | Russia              | 52.67   | Q         |
| 4   | 1        | Amantle Montsho          | Botswana            | 52.72   | q, NR     |
| 5   | 4        | Novlene Williams-Mills   | Giamaica            | 52.73   | Q         |
| 6   | 2        | Denisa Ščerbová-Rosolová | Rep. Ceca           | 52.75   | Q, PB     |
| 7   | 2        | DeeDee Trotter           | Stati Uniti         | 52.75   | Q         |
| 8   | 2        | Aliann Pompey            | Guyana              | 52.76   | q         |
| DQ  | 2        | Bobby-Gaye Wilkins       | Giamaica            | 52.86   | q, Doping |
| 9   | 4        | Maris Mägi               | Estonia             | 53.21   | q         |
| 10  | 3        | Natalya Nazarova         | Russia              | 53.50   | Q         |
| 11  | 4        | Zuzana Hejnová           | Rep. Ceca           | 53.56   |           |
| 12  | 3        | Vania Stambolova         | Bulgaria            | 53.57   | Q         |
| 13  | 1        | Kou Luogon               | Liberia             | 53.69   |           |
| 14  | 3        | Virginie Michanol        | Francia             | 53.70   |           |
| 15  | 4        | Tiandra Ponteen          | Saint Kitts e Nevis | 53.89   |           |
| 16  | 3        | Antonina Yefremova       | Ucraina             | 53.97   |           |
| DQ  | 1        | Munira Saleh             | Siria               | 54.53   | Doping    |
| 17  | 3        | Tjipekapora Herunga      | Namibia             | 55.40   | NR        |
| 18  | 3        | Kay Khine Lwin           | Birmania (bandiera) | 1:00.78 | NR        |
|     | 2        | Racheal Nachula          | Zambia              | DNS     |           |
|     | 2        | Klodiana Shala           | Albania             | DNS     |           |

### Semifinali
I primi 3 di ogni batteria vanno in finale
| Rank | Heat | Name                     | Nazione     | Tempo | Note   |
| ---- | ---- | ------------------------ | ----------- | ----- | ------ |
| 1    | 1    | Tatyana Firova           | Russia      | 51.36 | Q      |
| 2    | 1    | Novlene Williams-Mills   | Giamaica    | 51.77 | Q, SB  |
| 3    | 2    | Debbie Dunn              | Stati Uniti | 52.08 | Q      |
| 4    | 1    | Aliann Pompey            | Guyana      | 52.29 | Q      |
| 5    | 2    | Vania Stambolova         | Bulgaria    | 52.30 | Q      |
| 6    | 2    | Amantle Montsho          | Botswana    | 52.34 | Q, NR  |
| 7    | 1    | Christine Amertil        | Bahamas     | 52.36 | SB     |
| 8    | 2    | Natalya Nazarova         | Russia      | 52.47 |        |
| 9    | 1    | DeeDee Trotter           | Stati Uniti | 52.55 |        |
| DQ   | 2    | Bobby-Gaye Wilkins       | Giamaica    | 52.59 | Doping |
| 10   | 2    | Denisa Ščerbová-Rosolová | Rep. Ceca   | 52.92 |        |
| 11   | 1    | Maris Mägi               | Estonia     | 53.30 |        |

### Finale
| Pos | Nome                   | Nazione     | Tempo | Note |
| --- | ---------------------- | ----------- | ----- | ---- |
|     | Debbie Dunn            | Stati Uniti | 51.04 |      |
|     | Tatyana Firova         | Russia      | 51.13 | PB   |
|     | Vania Stambolova       | Bulgaria    | 51.50 | SB   |
| 4   | Amantle Montsho        | Botswana    | 52.53 |      |
| 5   | Aliann Pompey          | Guyana      | 52.75 |      |
|     | Novlene Williams-Mills | Giamaica    | DNF   |      |